# Nejlepší rapový videoklip
Nejlepší rapový videoklip je jedna z udílených cen MTV Video Music Awards.
| Rok  | Umělec                                          | Video                           |
| ---- | ----------------------------------------------- | ------------------------------- |
| 1989 | DJ Jazzy Jeff & the Fresh Prince                | "Parents Just Don't Understand" |
| 1990 | MC Hammer                                       | "U Can't Touch This"            |
| 1991 | LL Cool J                                       | "Mama Said Knock You Out"       |
| 1992 | Arrested Development                            | "Tennessee"                     |
| 1993 | Arrested Development                            | "People Everyday"               |
| 1994 | Snoop Dogg feat. Tha Dogg Pound a The Dramatics | "Doggy Dogg World"              |
| 1995 | Dr. Dre                                         | "Keep Their Heads Ringin'"      |
| 1996 | Coolio feat. L.V.                               | "Gangsta's Paradise"            |
| 1997 | The Notorious B.I.G.                            | "Hypnotize"                     |
| 1998 | Will Smith                                      | "Gettin' Jiggy Wit It"          |
| 1999 | Jay-Z feat. Amil and Ja Rule                    | "Can I Get a..."                |
| 2000 | Dr. Dre feat. Eminem                            | "Forgot About Dre"              |
| 2001 | Nelly feat. City Spud                           | "Ride wit Me"                   |
| 2002 | Eminem                                          | "Without Me"                    |
| 2003 | 50 Cent                                         | "In da Club"                    |
| 2004 | Jay-Z                                           | "99 Problems"                   |
| 2005 | Ludacris                                        | "Number One Spot"               |
| 2006 | Chamillionaire feat. Krayzie Bone               | "Ridin'"                        |